# زوداريون ماكولاتيم
زوداريون ماكولاتيم هو نوع من العناكب يوجد في البرتغال وإسبانيا وصقلية والمغرب.